# 库蒂耶尔
库蒂耶尔（法語：Coutières，法語發音：[kutjɛʁ]）是法国德塞夫勒省的一个旧市镇，属于帕尔特奈区。2019年1月1日，库蒂耶尔与市镇尚特科尔合并为新市镇莱沙特利耶，库蒂耶尔为新市镇行政中心。

## 地理
库蒂耶尔（46°30'19"N, 0°7'5"W）面积7.32 平方千米，位于法国新阿基坦大区德塞夫勒省，该省份为法国西部内陆省份，北起曼恩-卢瓦尔省，西接旺代省，南至夏朗德省和滨海夏朗德省，东临维埃纳省。
与库蒂耶尔接壤的市镇（或旧市镇、城区）包括：尚特科尔、丰佩龙、梅尼古特、瓦勒。

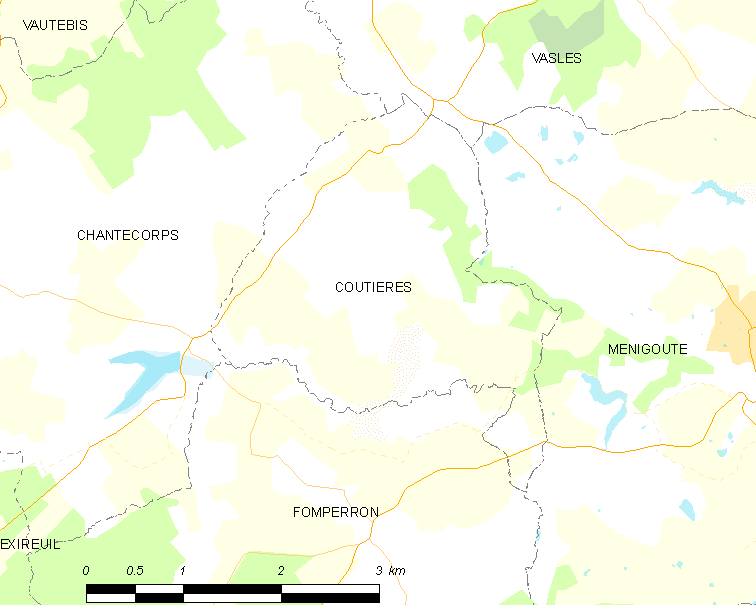
库蒂耶尔的OSM定位图

库蒂耶尔的时区为UTC+01:00、UTC+02:00（夏令时）。

## 行政
库蒂耶尔的邮政编码为79340，INSEE市镇编码为79105。

## 政治
库蒂耶尔所属的省级选区为拉加蒂讷县。

## 人口

1962-2008年间库蒂耶尔人口变化图示

库蒂耶尔于2018年1月1日时的人口数量为157人。